# Pelagopenaeus balboae
Pelagopenaeus balboae är en kräftdjursart som först beskrevs av Faxon 1893.  Pelagopenaeus balboae ingår i släktet Pelagopenaeus och familjen Penaeidae. Inga underarter finns listade i Catalogue of Life.